# Johan Cornelius Tuxen
Johan Cornelius Tuxen (født 12. maj 1820 i København, død 29. januar 1883 sammesteds) var en dansk søofficer, søn af Peder Mandrup Tuxen og far til Herman Tuxen.
Tuxen blev Officer 1840, 1875 afgik han med Kommandørs Karakter. I den første slesvigske Krig gjorde han Tjeneste i Korvetten »Diana«, 1864 førte han Skonnerten »Diana« paa Blokade i Østersøen, 1854-65 var han ansat som Lærer i Navigation ved Søkadetakademiet og deltog med Broderen Georg Emil Tuxen i udarbejdelsen af Navigationslærebøger og -tabeller. 1864-79 repræsenterede T. Christianshavns Kreds i
Folketinget som Højremand; han var ligeledes Medlem af Havneraadet, Medopretter af den første tekniske Skole, 1875-81 Næstformand i Industriforeningen, 1851—81 Formand for Selskabet til Søfartens Fremme. 1868 indtraadte T. desuden i Frederiksbergs Kommunalbestyrelse. Som Forfatter har T. udfoldet en betydelig Virksomhed; foruden de ovennævnte Lærebøger har han udgivet populære søkrigshistoriske Bøger, en fortrinlig populær Astronomi, Skibsbygningskunstens Historie m. m. 1856—64 redigerede han desuden »Arkiv for Søvæsen«. Hans grav findes stadig på Holmens Kirkegård.